# 希腊德拉克马
德拉克馬（羅馬化：drachmí；符號為 ₯，Δρχ或Δρ.；英语：drachma），古希臘和現代希臘（1832年至2001年）的貨幣單位。古時流行於多個希臘城邦和國家，一德拉克马相当于六奧波勒斯；在現代，德拉克馬於1832年成為希臘的法定貨幣，直至2002年1月1日欧元正式流通所取代，1欧元等於340.750德拉克馬。

## Unicode 及 ISO/IEC 8859-7
ISO/IEC 8859-7是A5，
Unicode 是 20AF。

## 外部連結
- 希腊钱币 (目錄和畫廊) （页面存档备份，存于）
- 希腊的纸币 （页面存档备份，存于） （英文） （德文）